# Trionyx
Trionyx è un genere di tartarughe dal guscio molle appartenente alla famiglia Trionychidae. In passato molte specie della famiglia erano classificate in questo genere, ma oggi T. triunguis, la tartaruga dal guscio molle africano o del Nilo, è l'unica tartaruga dal guscio molle esistente ancora classificata all'interno del genere Trionyx. Le altre specie ancora assegnate a questo genere sono conosciute solo da fossili. La tartaruga guscio molle africana è una tartaruga acquatica relativamente grande con una dieta perlopiù piscivora. I fossili delle specie estinte suggeriscono che questo genere sia comparso nel Cretaceo inferiore, circa 125,45 milioni di anni fa, sopravvivendo fino ai giorni nostri.

## Specie
- Trionyx triunguis (Forsskål, 1775) – Tartaruga guscio molle africana o del Nilo
- † Trionyx aquitanicus Delfortrie,1869 (nomen dubium)[2]
- † Trionyx baynshirensis[3]
- † Trionyx bowerbanki Lydekker, 1889 (nomen dubium)[2]
- † Trionyx buiei Cope, 1869-1870 (nomen dubium)[4]
- † Trionyx dissolutus[5]
- † Trionyx gilbentuensis[3]
- † Trionyx gobiensis[3]
- † Trionyx halophilus Cope, 1869 (nomen dubium)[4]
- † Trionyx ikoviensis
- † Trionyx kansaiensis
- † Trionyx miensis Okazaki and Yoshida, 1977
- † Trionyx parisiensis Gray, 1831 (nomen dubium)[2]
- † Trionyx quinni Holman, 1982 (nomen dubium)[4]
- † Trionyx sculptus Gilmore, 1931 (nomen dubium)[2]
- † Trionyx shiluutulensis[3]